# Lee Keun-hak
Dans ce nom coréen, le nom de famille, Lee, précède le nom personnel.
Lee Keun-hak (coréen : 리근학) (né le 7 juillet 1940 en Corée japonaise) est un joueur de football international nord-coréen, qui évoluait au poste de gardien de but.

## Biographie

### Carrière en sélection
Avec l'équipe de Corée du Nord, il figure dans le groupe des sélectionnés lors de la Coupe du monde de 1966. Lors du mondial organisé en Angleterre, il ne joue aucun match.